# Kris Boyd (giocatore di football americano)
Kris Boyd (Gilmer, 12 settembre 1996) è un giocatore di football americano statunitense che milita nel ruolo di linebacker per gli Houston Texans della National Football League (NFL).

## Carriera

### Minnesota Vikings
Boyd fu scelto nel corso del settimo giro (217º assoluto) del Draft NFL 2019 dai Minnesota Vikings. Debuttò come professionista subentrando nella gara del primo turno contro gli Atlanta Falcons mettendo a segno 2 tackle e subendo 2 penalità. La sua stagione da rookie si concluse con 22 tackle, un passaggio deviato e un fumble recuperato disputando tutte le 16 partite, nessuna delle quali come titolare.

### Arizona Cardinals
Il 10 aprile 2023 Boyd firmò con gli Arizona Cardinals.

### Houston Texans
Il 27 ottobre 2023 Boyd firmò con la squadra di allenamento degli Houston Texans. Il 6 dicembre fu promosso nel roster attivo. Il 19 marzo 2024 firmò un contratto con i Texans.